# Бреславец, Лидия Петровна
Лидия Петровна Бреславец (11 сентября 1882, Москва, Российская Империя — 25 мая 1967) — советский цитолог и цитогенетик, профессор, доктор биологических наук.

## Биография
Родилась 11 сентября 1882 года[по какому календарю?] в Москве. С 1900 по 1907 годы училась на естественном отделении Московских высших женских курсах. В 1908 году поступила в Московский сельскохозяйственный институт, с 1910 работала на кафедре селекции этого вуза. В 1911 году прошла стажировку по селекции, цитологии цитогенетике в Германию, Австрию, Швецию и Францию. Её консультантами были Эрвин Баур и Герман Нильсон-Эле. В 1912—1917 годах работала на Орловском опытном поле, в Петроградском ботаническом саду и в Бюро по прикладной ботанике в Петрограде. С 1917 году преподавала цитогенетику в Московском университете, с 1937 года — профессор МГУ. Одновременно. В 1928—1931 годах она работала под руководством Сергея Гавриловича Навашина в Биологическом институте имени К. А. Тимирязева. С 1931 по 1938 годы заведовала лабораторией цитологии ВАСХНИЛ. В 1937 получила учёную степень доктора биологических наук без защиты диссертации и звание профессора. С 1938 по 1947 годы руководила лабораторией морфологии растений в Ботаническом саду МГУ. В 1947—1955 годах Бреславец работала в Институте физиологии растений в лаборатории изотопов и излучений в Институте биофизики.
В 1955 году ушла на пенсию по состоянию здоровья. Тогда же, осенью 1955 года подписала «Письмо трёхсот», ставшее причиной отставки Т. Д. Лысенко с поста президента ВАСХНИЛ.
Скончалась 25 мая 1967 года. Похоронена на Введенском кладбище (уч. 15).

## Научные достижения
Л. П. Бреславец сделала предположение, что пластиды у низших растений размножаются делением, у высших образуются из митохондрий. Она впервые оценила влияние ионизирующей радиации на клетки растений. Разработала методику предпосевное облучение семян для ускорения роста и повышения урожайности растений. Автор теоретических и методических работ по полиплоидии растений. Создала тетроплоидные сорта ржи

## Научные работы
Основные научные работы посвящены изучению хромосом и ядер растительных клеток, развития и строения пластид, влияния различных физико-химических факторов на растения, полиплоидии. Автор около 200 научных работ. Автор первого в СССР учебника цитологии растений.
- Бреславец Л. П. Растение и лучи Рентгена. — М.: Изд-во Акад. наук СССР, 1946. — 194 с.
- Бреславец Л. П. Введение в цитологию. — М.: Сельколкозгиз, 1932. — 296 с.
- Бреславец Л. П. Полиплоидия в селекции растений (Обзор отечеств. и иностр. литературы). — М., 1967. — 116 с.
- Бреславец Л. П. Полиплоидия в природе и опыте. — М.: Изд-во Акад. наук СССР, 1963. — 364 с.

## Награды
- орден Ленина (27.03.1954)